# Вангел Скопянчето
Вангел Димитров, известен като Скопянчето или Скопски (на сръбски: Ванђел Димитријевић Скопљанче или Vanđel Dimitrijević Skopljanče), е български революционер, четник на ВМОРО, станал по-късно ренегат и сърбоманин, един от войводите на Сръбската въоръжена пропаганда в Македония в началото на XX век.

## Биография
Вангел Димитров е роден през 1875 година в Скопие или в Кумановско, тогава в Османската империя. Присъединява се към ВМОРО. През 1903 година участва в Илинденското въстание като четник. След въстанието се присъединява към сръбската пропаганда и действа в Североизточна Македония, на десния бряг на Вардар около Куманово, и в Прешевско.
Участва в Балканската война в четата на Войн Попович, през юни 1913 година неговата чета върши насилие над изявени българи в Крушево, Битоля и Скопие. През Междусъюзническата война е в доброволчески отряд. По време на Първата световна война е в доброволческа чета. Загива през 1915 година край Битоля в сражение при отстъплението на сръбската армия от Вардарска Македония. Убит е от Иван Пепелюгов и Димко от Кърстец от четата на Атанас Джамот и Даме Попов.
- Вангел Скопянчето
- Четата на Вангел Скопянчето
- Четата на Вангел Скопянчето